# Fremde Stadt (1972)
Fremde Stadt ist ein deutscher Schwarzweiß-Film aus dem 1972. Regie führte Rudolf Thome.

## Inhalt
Der Bankangestellte Franz Lerchenfeld veruntreut zwei Millionen Mark aus einer Düsseldorfer Bank. Um das Verbrechen zu verschleiern reist er zunächst nach Afrika und kehrt unter dem Namen Philipp Kramer nach Deutschland zurück. In München nimmt er sich ein Hotelzimmer, wo er die Koffer mit dem Geld versteckt. In dieser Stadt lebt ebenfalls seine Lebensgefährtin Sybille, die als Psychotherapeutin arbeitet und mit Franz den gemeinsamen Sohn Michael hat. Sie fordert einen Anteil an dem erbeuteten Vermögen. 
Da Franz mit einigen markierten Geldscheinen bezahlt, ruft das Mitwisser aus Düsseldorf auf den Plan, die ihrerseits von Franz einen Anteil an der Beute einfordern. Sie erpressen Franz und Sybille damit, dass sie Michael entführen und die beiden Eltern auf diese Weise erpressen können.
Der Film endet damit, dass die Beute unter allen Beteiligten geteilt wird. Franz unternimmt anschließend einen Ausflug mit seiner Familie aufs Land.

## Kritik
„Vierter Spielfilm von Rudolf Thome, der privates Milieu, Einflüsse des amerikanischen Genrekinos und Lebensgefühl der frühen 70er Jahre zu einer ironischen und melancholischen Kriminalgeschichte verbindet.“